# Crown Heights Affair
Crown Heights Affair ist eine US-amerikanische Disco- und Funk-Band aus Brooklyn, New York, die in den 1970er Jahren eine Reihe von Erfolgen hatte. Die Band bestand in den 1970er Jahren aus Phillip „Flip“ Thomas (Leadgesang), William „Bubba“ Anderson (Gitarre), Howard Young (Keyboard), Lorenzo „Muki“ Wilson (Bass), Raymond Rock (Schlagzeug), James „Ajax“ Baynard (Trompete, † 2015) und den Brüdern Bert (Saxophon, † 2004) und Raymond Reid (Posaune, † 2013).

## Geschichte
Die Band wurde 1967 unter dem Namen Ben Iverson and the Nue Dey Express als Kollaboration der Musiker und Produzenten Ben Iverson, Mark Lipetz, Donnie Linton und Britt Britton gegründet. Linton ergänzte die Band Anfang der 1970er Jahre um weitere Musiker. Sie erhielten einen ersten Plattenvertrag beim Label Britne Records und veröffentlichten dort die mäßig erfolgreiche Single I Tried My Best. Nach dem Ausscheiden von Iverson und weiteren personellen Veränderungen benannte sich die Band 1973 in Crown Heights Affair um (nach dem Brooklyner Stadtteil Crown Heights und dem damals erfolgreichen Film The Thomas Crown Affair).
Erste größere Erfolge hatten Crown Heights Affair 1974 mit den Singles (You Can't Bend My) Super Rod und Leave The Kids Alone bei der Plattenfirma RCA. Unter dem Eindruck, von RCA nicht im gesamten Land richtig vermarktet zu werden, unterzeichnete die Band bereits im Jahr darauf einen Vertrag mit dem Label De-Lite, bei dem sie ihre größten Hits haben sollte. Der größte, Dreaming A Dream, kletterte 1975 bis auf Platz 5 der amerikanischen R&B- und Platz 43 der Pop-Charts. Bis 1982 konnte sie insgesamt elf Titel in den R&B-Charts platzieren. Im Vereinigten Königreich erreichte Crown Heights Affair zwischen 1978 und 1980 insgesamt fünfmal die Charts, das exzellente You Gave Me Love verkaufte sich dabei am besten (Platz 10).
Die Band spielte durch die 1980er Jahre weiter und veröffentlichte Singles, der Erfolg ließ aber dramatisch nach. William Anderson und die Gebrüder Reid verließen die Gruppe 1986, um sich anderen Interessen zu widmen.
2013 fand eine Reunion statt.

## Stil
Obwohl viele ihrer Aufnahmen deutliche Funk-Elemente beinhalten, ist der Großteil ihrer Platten dem Disco-Genre zuzurechnen. Die Bandmitglieder wollten allerdings nie auf diese Kategorisierung festgelegt werden.

## Diskografie

### Alben
| Jahr | Titel            | Höchstplatzierung, Gesamtwochen, AuszeichnungChartplatzierungen (Jahr, Titel, Platzierungen, Wochen, Auszeichnungen, Anmerkungen) | Höchstplatzierung, Gesamtwochen, AuszeichnungChartplatzierungen (Jahr, Titel, Platzierungen, Wochen, Auszeichnungen, Anmerkungen) | Höchstplatzierung, Gesamtwochen, AuszeichnungChartplatzierungen (Jahr, Titel, Platzierungen, Wochen, Auszeichnungen, Anmerkungen) | Anmerkungen |
| Jahr | Titel            | UK | US | R&B | Anmerkungen |
| ---- | ---------------- | --- | --- | --- | ----------- |
| 1975 | Dreaming A Dream | — | US121 (17 Wo.)US | R&B28 (7 Wo.)R&B | De-Lite     |
| 1976 | Foxy Lady        | — | — | R&B59 (2 Wo.)R&B | De-Lite     |
| 1977 | Do It Your Way   | — | — | R&B41 (20 Wo.)R&B | De-Lite     |
| 1978 | Dream World      | UK40 (3 Wo.)UK | — | R&B56 (3 Wo.)R&B | De-Lite     |
| 1979 | Dance Lady Dance | — | — | R&B40 (6 Wo.)R&B | De-Lite     |
| 1980 | Sure Shot        | — | US148 (12 Wo.)US | R&B50 (10 Wo.)R&B | De-Lite     |

Weitere Alben
- 1974: Crown Heights Affair (RCA)
- 1982: Think Positive! (De-Lite)
- 1983: Struck Gold (De-Lite)

### Singles
| Jahr | Titel Album                                 | Höchstplatzierung, Gesamtwochen, AuszeichnungChartplatzierungen (Jahr, Titel, Album, Platzierungen, Wochen, Auszeichnungen, Anmerkungen) | Höchstplatzierung, Gesamtwochen, AuszeichnungChartplatzierungen (Jahr, Titel, Album, Platzierungen, Wochen, Auszeichnungen, Anmerkungen) | Höchstplatzierung, Gesamtwochen, AuszeichnungChartplatzierungen (Jahr, Titel, Album, Platzierungen, Wochen, Auszeichnungen, Anmerkungen) | Höchstplatzierung, Gesamtwochen, AuszeichnungChartplatzierungen (Jahr, Titel, Album, Platzierungen, Wochen, Auszeichnungen, Anmerkungen) | Anmerkungen |
| Jahr | Titel Album                                 | UK | US | R&B | Dance | Anmerkungen |
| ---- | ------------------------------------------- | --- | --- | --- | --- | ----------- |
| 1974 | Leave the Kids Alone Crown Heights Affair   | — | — | R&B96 (3 Wo.)R&B | — |             |
| 1975 | Dreaming a Dream                            | — | US43 (13 Wo.)US | R&B5 (18 Wo.)R&B | — |             |
| 1975 | Every Beat of My Heart Dreaming a Dream     | — | US83 (8 Wo.)US | R&B20 (13 Wo.)R&B | — |             |
| 1976 | Foxy Lady                                   | — | US49 (12 Wo.)US | R&B17 (15 Wo.)R&B | — |             |
| 1977 | Dancin’ Do It Your Way                      | — | US42 (13 Wo.)US | R&B16 (14 Wo.)R&B | Dance6 (25 Wo.)Dance |             |
| 1977 | Do It the French Way Do It Your Way         | — | — | R&B60 (8 Wo.)R&B | — |             |
| 1978 | Galaxy of Love Dream World                  | UK24 (10 Wo.)UK | — | — | — |             |
| 1978 | Say a Prayer for Two Dream World            | — | — | R&B41 (11 Wo.)R&B | — |             |
| 1978 | I’m Gonna Love You Forever Dream World      | UK47 (4 Wo.)UK | — | — | — |             |
| 1979 | Dance Lady Dance                            | UK24 (4 Wo.)UK | — | R&B20 (12 Wo.)R&B | — |             |
| 1980 | You Gave Me Love Sure Shot                  | UK10 (12 Wo.)UK | — | R&B74 (7 Wo.)R&B | Dance12 (23 Wo.)Dance |             |
| 1980 | Sure Shot                                   | — | — | R&B72 (5 Wo.)R&B | — |             |
| 1980 | You’ve Been Gone Sure Shot                  | UK44 (4 Wo.)UK | — | — | — |             |
| 1982 | Somebody Tell Me What to Do Think Positive! | — | — | R&B31 (9 Wo.)R&B | — |             |
| 1983 | Rock the World Struck Gold                  | UK76 (2 Wo.)UK | — | — | — |             |
| 1989 | I’ll Do Anything                            | UK83 (1 Wo.)UK | — | — | Dance43 (4 Wo.)Dance |             |